# Microtuner
 (octobre 2018).
Un microtuner est un dispositif utilisé pour modifier le tempérament ou l'intonation microtonale des instruments de musique.